# Kurt Daluege
Kurt Daluege (født 15. september 1897 i Kreuzburg (Oberschlesien), død 23. oktober 1946 i Praha-Pankrác i Tjekkoslovakiet) var chef for det tyske Ordnungspolizei fra 1936 og rigsprotektor for Böhmen og Mähren fra 1942.
Han gik ind i SS i 1920'erne og var blandt andet aktiv under de lange knives nat, likvideringen af ledere i SA i 1934.
Han var i 1942 SS-Oberstgruppenführer und Generaloberst der Polizei. Året efter likvideringen af Reinhard Heydrich blev han rigsprotektor i Böhmen og Mähren. Dette var et område med ny modstand mod den tyske besættelsesmagt, og som Heydrich fór Daluege brutalt frem mod både partisaner og civile.
Han blev i 1946 dømt til døden for krigsforbrydelser begået i Tjekkoslovakiet og henrettet samme år ved hængning